# 4107 Rufino
A 4107 Rufino (ideiglenes jelöléssel 1989 GT) a Naprendszer kisbolygóövében található aszteroida. Eleanor F. Helin fedezte fel 1989. április 7-én.